# Vitamin R (Leading Us Along)
«Vitamin R (Leading Us Along)» es una canción de la banda estadounidense de metal alternativo Chevelle. Fue lanzado el 2 de agosto de 2004 como el primer sencillo de su tercer álbum de estudio This Type of Thinking (Could Do Us In) (2004). Fue su segundo éxito número uno en la lista Billboard Hot Mainstream Rock Tracks y alcanzó el número tres en la lista Billboard Modern Rock Tracks.

## Antecedentes
En entrevistas se ha dicho que "Vitamin R" es Ritalin. La canción fue escrita sobre un amigo de los hermanos Loeffler, a quien le diagnosticaron erróneamente ADHD y desarrolló una adicción al Ritalin.

## Video musical
El videoclip de la canción gira en torno a imágenes que se ven en los objetos de un cubículo. Las imágenes se convierten en paisajes reales, de tamaño natural, por los que se ve al vocalista Pete Loeffler flotando.

## Posicionamiento en lista
| Lista (2004)                                    | Posición |
| ----------------------------------------------- | -------- |
| Canada Rock Top 30 (Radio & Records)            | 22       |
| Estados Unidos (Billboard Hot 100)              | 68       |
| Estados Unidos Billboard Modern Rock Tracks     | 3        |
| Estados Unidos Billboard Mainstream Rock Tracks | 1        |